# آدام پاسکال
آدام پاسکال (انگلیسی: Adam Pascal؛ زادهٔ ۲۵ اکتبر ۱۹۷۰) یک هنرپیشه، و خواننده اهل ایالات متحده آمریکا است. وی از سال ۱۹۹۶ میلادی تاکنون مشغول فعالیت بوده‌است.
او در فیلم اجاره بازی کرده است.